# Zhatuo
Zhatuo (kinesiska: 扎拖乡, 扎拖) är en socken i Kina. Den ligger i provinsen Sichuan, i den sydvästra delen av landet, omkring 290 kilometer väster om provinshuvudstaden Chengdu. Antalet invånare är 1 287. Befolkningen består av 641 kvinnor och 646 män. Barn under 15 år utgör 25,0 %, vuxna 15-64 år 66 %, och äldre över 65 år 7,0 %.
Genomsnittlig årsnederbörd är 1 138 millimeter. Den regnigaste månaden är juni, med i genomsnitt 253 mm nederbörd, och den torraste är december, med 5 mm nederbörd.